# أساكو دودو
أساكو دودو (باليابانية: 百々 麻子) مواليد 8 نوفمبر 1967، هي مؤدية أصوات يابانية.

## الأعمال

### أنمي
- المحقق كونان
- غريت تيتشر أونيزوكا
- أبطال الديجيتال الجزء الثاني
- إينوياشا
- سبيد غرافر
- كود غياس
- المحقق كونان: أسير في عينيها
- المحقق كونان: عد تنازلي إلى الجنة
- المحقق كونان: خيال شارع بيكر
- المحقق كونان: ساحر السماء الفضية
- المحقق كونان: لحن وداع المتحرين
- المحقق كونان: لحن كامل من الرعب

## وصلات خارجية
- أساكو دودو على موقع IMDb (الإنجليزية)
- أساكو دودو على موقع ميوزك برينز (الإنجليزية)
- أساكو دودو على موقع قاعدة بيانات الفيلم (الإنجليزية)
- أساكو دودو على موقع كينوبويسك (الروسية)
- أساكو دودو على موقع ANN person (الإنجليزية)